# 1864 v športu
1864 v športu.

## Bejzbol
- Nova pravila definirajo slabe mete in omejijo število metov

## Golf
- Odprto prvenstvo Anglije - zmagovalec Tom Morris starejši

## Konjske dirke
- Prvi Travers Stakes v Saratoga Springsu - zmagovalec Kentucky

## Kriket
- Dovoljeno lovljenje žogice z roko nad višino ramen

## Veslanje
- Regata Oxford-Cambridge - zmagovalec Oxford
- Regata Harvard-Yale - zmagovalec Yale

## Rojstva
- 24. avgust — Hermann Weingärtner, nemški telovadec
- 3. november — Karl Neukirch, nemški telovadec